# Oberlienz
Oberlienz est une commune autrichienne du district de Lienz dans le Tyrol.